# 康斯坦丁·瓦西爾·奧斯特羅斯基
康斯坦丁·瓦西爾·奧斯特羅斯基（波蘭語：Konstanty Wasyl Ostrogski；1526年2月2日—1608年2月13日或23日），波蘭立陶宛聯邦的魯塞尼亞東正教什拉赫塔、王公、沃洛德米爾的市長（今位於烏克蘭西部）、沃里尼亞元帥和基辅省的沃伊沃德。在生期間曾多次成為波蘭和莫斯科沙皇國王位的候選人，也曾拒绝幫助伪德米特里一世並支持扬·扎莫厄斯基。他被視為1569年盧布林聯合談判中代表早期烏克蘭的事實領袖，也被認為是16世紀烏克蘭文化和民族復興裡的重要人物。

## 生辰
他出生的確實日子存有爭議，依據一些史學家的觀點，他是在1524/1525年左右出生的。
出生地點可能是在圖羅夫。

## 事蹟
在1570年代，他曾就小波蘭塔爾努夫地區與另一位什拉赫塔斯坦尼斯瓦夫·塔爾諾夫斯基間，因為持有資產權力的爭議，而展開過一場戰爭。  
奧斯特羅斯基王公是東正教信仰，他也曾積極支持東正教（見布列斯特联盟）。他還是波蘭立陶宛聯邦東方基督教文化的推動者。於1576年左右，他建立起奧斯特羅學院，曾是一所著名的人文主义教育和學術機構，裡面是教授希腊语、拉丁语和古教会斯拉夫语。 1581年學院有印製發行過《奧斯特洛聖經》，它是第一部完整的印刷版古教會斯拉夫語聖經。

## 軼事
奧斯特羅斯基在波蘭立陶宛東部的大莊園（latifundium），或稱地主莊園，是由100個鎮區和1300條村落所組成。奧斯特羅斯基也是建起斯塔羅科斯蒂安蒂尼夫城堡的人。
雖然他自己是東正教的支持者，但他兒子亞努什·奧斯特羅斯基是皈依了罗马天主教。
他於1553年1月在塔爾努夫結婚。

### 封聖
其於烏克蘭正教會被册封為正教王公。

## 外部鏈接
- - Ostrozky, Kostiantyn Vasyl / Ostrozky in the Encyclopedia of Ukraine, vol. 3 (1993) （页面存档备份，存于）
  - a chapter of the "History of Russia" （页面存档备份，存于） by Nikolay Kostomarov devoted to "Knyaz Konstantin Konstantinovich Ostrozhskiy" （俄語）